# Самоладова къща
Самоладовата къща (на гръцки: Οικία Σαμολαδά) е историческа постройка в град Правища (Елевтеруполи), Гърция.
Сградата е част от Стария град на Правища и е разположена на улица „Константинополис“ № 3. Собственост е на семейство Самоладас. Построена е в османско време - в края на XIX - началото на XX век. В 1987 година сградата е обявена за паметник на културата като пример за „популярна традиционна архитектура с неокласически ефекти“.